# Telofáze

Mitotická telofáze

Telofáze je poslední fáze dělení buňky. Jejím výsledkem je vznik dvou dceřiných buněčných jader a oddělení cytoplazmy.
Dochází k obnově jadérka, chromatinu a jaderného obalu. Chromosomy se opět vrací do polodisperzního stavu. V ekvatoriální rovině se zatím tvoří konstrikční rýha pro rozdělení cytoplasmy a organel, jež se zmnožily v interfázi.